# Laphria rapax
Laphria rapax là một loài ruồi trong họ Asilidae. Laphria rapax được Osten-Sacken miêu tả năm 1877. Loài này phân bố ở vùng Tân Bắc giới.